# Уннам, Константин Алексеевич
Константин Алексеевич Уннам (14 (1) июля 1904, Новая Деревня, Санкт-Петербург, Российская империя — 29 ноября 1937, Ленинград, СССР) — советский футболист, полузащитник.
Сын столяра, в 1915 году окончил Второе петроградское смешанное с 6 классами начальное городское училище. С ноября 1920 по сентябрь 1924 проживал на острове Эзель (Сааремаа), Эстония. В мае 1925 за нелегальный переход границы около Пскова 23 сентября 1924 был осуждён на 2 месяца лишения свободы. С 1925 года — игрок футбольной команды завода «Красная заря». До марта 1935 — председатель межсоюзного бюро физкультуры ЛОСПС, до июля 1937 — директор Управления санаториями и курортами ЛОСПС.
В чемпионате СССР провёл одну игру — 16 июня 1936 года против «Динамо» Москва (1:5).
5 июля 1937 года был арестован по обвинению в принадлежности к антисоветской организации правых в Ленинграде. 29 ноября 1937 на закрытом судебном заседании выездной сессии военной коллегии Верховного суда СССР виновным себя не признал и был приговорён к высшей мере наказания с конфискацией имущества, в тот же день был расстрелян. Жена Зоя Григорьевна Бочкова, как член семьи изменника Родины, была осуждена на 8 лет лагерей.
В июле 1957 года определением Военной коллегии Верховного суда СССР приговор был отменён за отсутствием состава преступления, Уннам был реабилитирован.